# J'y crois encore (chanson de Lara Fabian)
J'y crois encore est une chanson de Lara Fabian, issue de son album de 2001 Nue et publiée en single.

## Développement et composition
La chanson a été écrite par Lara Fabian et composée par Rick Allison. L'enregistrement a été produit par Rick Allison et Charles Barbeau.

## Liste des pistes
Single CD (2001, Polydor 587 155-2, France)
1. J'y crois encore (3:27)
2. J'y crois encore - instrumental (3:27)

## Classements
| Classement (2001)                       | Meilleure position |
| --------------------------------------- | ------------------ |
| Belgique (Wallonie Ultratop 50 Singles) | 8                  |
| France (SNEP)                           | 17                 |